# Edgar Barens
Edgar A. Barens (* 1960 in Illinois) ist ein US-amerikanischer Dokumentarfilm-Produzent, der für seinen 2013 veröffentlichten Kurzfilm Prison Terminal über einen sterbenden Strafgefangenen für einen Oscar in der Kategorie Bester Dokumentar-Kurzfilm nominiert wurde.

## Leben
Edgar Barens erwarb einen Master of Fine Arts an  der Southern Illinois University Filmschule und ist seit 1988 aktiver Filmproduzent. Er ist Projektmanager der Open Society Foundations für die Abteilung Center on Crime, Communities & Culture, die sich mit dem Justizsystem der USA beschäftigt und Filme zur Aufklärung darüber finanziert.
Mit den Dreharbeiten für Prison Terminal begann er schon 2006, für die notwendige Ausrüstung löste er seinen Pensionsfonds ein. Während der Produktion gab es trotz Zuschüssen durch den Illinois Arts Council, die Open Society Foundations, das Jane Addams College of Social Work der Universität von Illinois, die International Documentary Association und das Blue Mountain Center immer wieder finanzielle Engpässe. Bis zur Fertigstellung des Filmes 2013 arbeitete Barens in verschiedenen Jobs, unter anderem als Autoverkäufer und als medizinischer Angestellter bei der Blutentnahme.

## Filmografie (Auswahl)
- Honey and Salt
- Waseca Prison Town
- Prison Industries
- A Sentence of Their Own
- Prison Terminal: The Last Days of Private Jack Hall (2013)

## Auszeichnungen
Nominierungen
- 2014: Academy Award der Kategorie Bester Dokumentar-Kurzfilm für Prison Terminal: The Last Days of Private Jack Hall